# КР580ВГ75
КР580ВГ75 — интегральная микросхема видеоконтроллера, предназначенная для построения алфавитно-цифровых дисплеев. Представляет собой функциональный аналог микросхемы Intel 8275. Выпускалась советской электронной промышленностью ориентировочно с середины 1980-х годов в составе микропроцессорного комплекта БИС серии КР580.

## Возможности
Микросхема КР580ВГ75 рассчитана на использование совместно с микросхемой программируемого контроллера прямого доступа к памяти КР580ВТ57.
Поддерживается большой выбор программно настраиваемых форматов изображения. Число символов в строке может составлять от 1 до 80, число строк от 1 до 64, высота символа от 1 до 16 пикселей. Также возможно использовать различные атрибуты отображения символов (мигание, подчёркивание, инверсию, повышенную яркость и два пользовательских атрибута), в одной строке символов может присутствовать до 16 атрибутов. Помимо этого присутствуют возможность отображения аппаратного курсора четырёх видов (подчёркивание или инверсия, с миганием или без мигания), возможность генерации прерывания по окончании отображения каждого кадра и поддержка светового пера.
Программирование видеоконтроллера выполняется через 3 программно доступных внутренних регистра: регистр команд, регистр параметров и регистр состояния. Микросхемой поддерживаются 8 команд, содержащих код команды и от 0 до 4 параметров.

## Применение
Микросхема использовалась в радиолюбительском компьютере Радио 86РК, схему которого опубликовал журнал «Радио» в 1986 году, и во всех его серийно выпускавшихся клонах. Первое время после публикации микросхема была дефицитом, так как выпускалась в очень ограниченном количестве. В связи с этим в 1987 году журнал «Радио» опубликовал схему аналога на 19 микросхемах дискретной логики и ОЗУ, имитирующего необходимые функции и не совместимого программно (требовались изменения в ПЗУ компьютера).
Микросхема также применялась в модуле расширения Партнёр-01.61 (МЦПГ) для компьютера Партнёр 01.01. Особенностью этого применения была одновременная работа двух микросхем (в модуле и в компьютере) с наложением изображения, причём разрешение отображаемой микросхемами графики не совпадало.